# 本光寺 (佐渡市泉)
本光寺（ほんこうじ）は、新潟県佐渡市泉にある順徳上皇の行在所の黒木御所跡近くに建つ日蓮宗の寺。山号は法教山。旧本山は大本山北山本門寺、興統法縁。

## 歴史
- 延慶3年（1310年）大和房日性が開山。日性師は日興上人高弟･日華上人の弟子であった(｢法教山本光寺縁起｣)。

## 文化財

### 重要文化財
- 木造聖観音立像 - 平安時代後期作。檜材の寄木造、彩色。手に宝珠と蓮花を持つ[1]。1906年4月14日指定[2]。

### 佐渡市指定文化財
- 日興上人自筆曼荼羅[1]

## 交通アクセス
国中平野の北縁に立地する。
公共交通
- 新潟交通佐渡 本線「泉」バス停より徒歩約10分

## 参考資料
- 日蓮宗寺院大鑑編集委員会『宗祖第七百遠忌記念出版 日蓮宗寺院大鑑』大本山池上本門寺 (1981年)
- 『新潟県の文化財一覧』新潟県教育委員会
- ｢法教山本光寺縁起｣(昭和27年刊)